# Stir It Up
Ne doit pas être confondu avec Stir It Up: The Music of Bob Marley.
Cet article concerne la chanson de Bob Marley. Pour la chanson de Patti LaBelle, voir Stir It Up (chanson de Patti LaBelle).
Stir It Up est une chanson composée par Bob Marley et écrite pour sa femme Rita.
Elle est d'abord sortie en single en Jamaïque en 1967 sur le label Wail'N Soul'M, dans une version rocksteady, puis fut rééditée au Royaume-Uni l'année suivante par le label Trojan.
Le chanteur et guitariste américain Johnny Nash l'a rendue populaire via l'album I Can See Clearly Now (1972) avant qu'elle ne soit réenregistrée par Bob Marley & the Wailers sur l'album Catch a Fire (1973). Contrairement à la plupart des morceaux de l'album, la section rythmique est assurée par Robbie Shakespeare à la basse et Winston "Sparrow" Martin à la batterie. 
La version live extraite de l'album Babylon By Bus est sortie en maxi-single en France en 1979 se vendant à 66 000 exemplaires.
En 2001, l'album Catch a Fire est réédité dans une version deluxe qui permet de redécouvrir le morceau Stir It Up sans les overdubs de guitare et de clavier, destinés à rendre la musique des Wailers plus attractive pour le public rock.
En 2023 est publié un 45 tours contenant une version inédite de Stir It Up datant des sessions de Catch a Fire, avec les frères Barrett à la section rythmique, et une version instrumentale en face B.
La chanson a été reprise par Diana King ou encore Haddaway.